# Daqui Por Diante
Daqui Por Diante é o terceiro álbum de estúdio da banda brasileira de rock Kiara Rocks. O álbum foi produzido pelo próprio Cadu Pelegrini, e teve parte de suas gravações nos Estúdios Trama transmitidas online. O álbum tem seu direcionamento musical mais voltado para o Heavy Metal, diferentemente dos primeiros discos, em que seus sons eram voltados a gêneros como Hard Rock e Pop Rock, e foi mixado e masterizado em Londres, nos famosos estúdios Abbey Road. O disco conta com músicas inéditas, regravações do primeiro e segundo disco, e covers, de artistas como Duran Duran e Herbert Vianna.

## Faixas[5]
| N.º            | Título                                 | Duração |  |
| 1.             | "Intro"                                | 0:43    |  |
| 2.             | "Sinais Vitais"                        | 2:57    |  |
| 3.             | "Não Vai Adiantar"                     | 4:04    |  |
| 4.             | "In Coma"                              | 3:58    |  |
| 5.             | "Com Ódio e Gasolina"                  | 4:04    |  |
| 6.             | "Mr. Scarecrow (Herbert Vianna cover)" | 3:21    |  |
| 7.             | "Falso Alarme"                         | 3:22    |  |
| 8.             | "Alice"                                | 3:44    |  |
| 9.             | "Últimos Dias"                         | 3:53    |  |
| 10.            | "Nada A Perder"                        | 3:54    |  |
| 11.            | "Quanto Menos Esperar"                 | 3:58    |  |
| 12.            | "Save A Prayer (Duran Duran cover)"    | 4:02    |  |
| Duração total: | Duração total:                         | 42:19   |  |

## Créditos
- Cadu Pelegrini - vocal, guitarra
- Anselmo Fávaro - guitarra
- Phil Bonaño - guitarra
- Juninho - baixo
- Marcos Grevy - bateria

Partcipações
- Dinho Ouro Preto - vocal
- Rafael Bittencourt - guitarra

Produtor
- Cadu Pelegrini